# 黃埔涌
黃埔涌，是廣東省廣州市的一條河涌。位於海珠區東北部，西接磨碟沙涌口，與前航道相通，東口為石基河口，與新洲海相通。北岸為琶洲島，南岸為海珠島，河流全長7.8公里，河寬57至130米不等。
黃埔涌原來是珠江的一條分叉水道，因河流兩岸平原的人類活動，河床淤淺變窄，變成一條河涌。
1. ↑  海珠區誌 (1991-2000) 於廣州圖書館查閱